# نشاطية

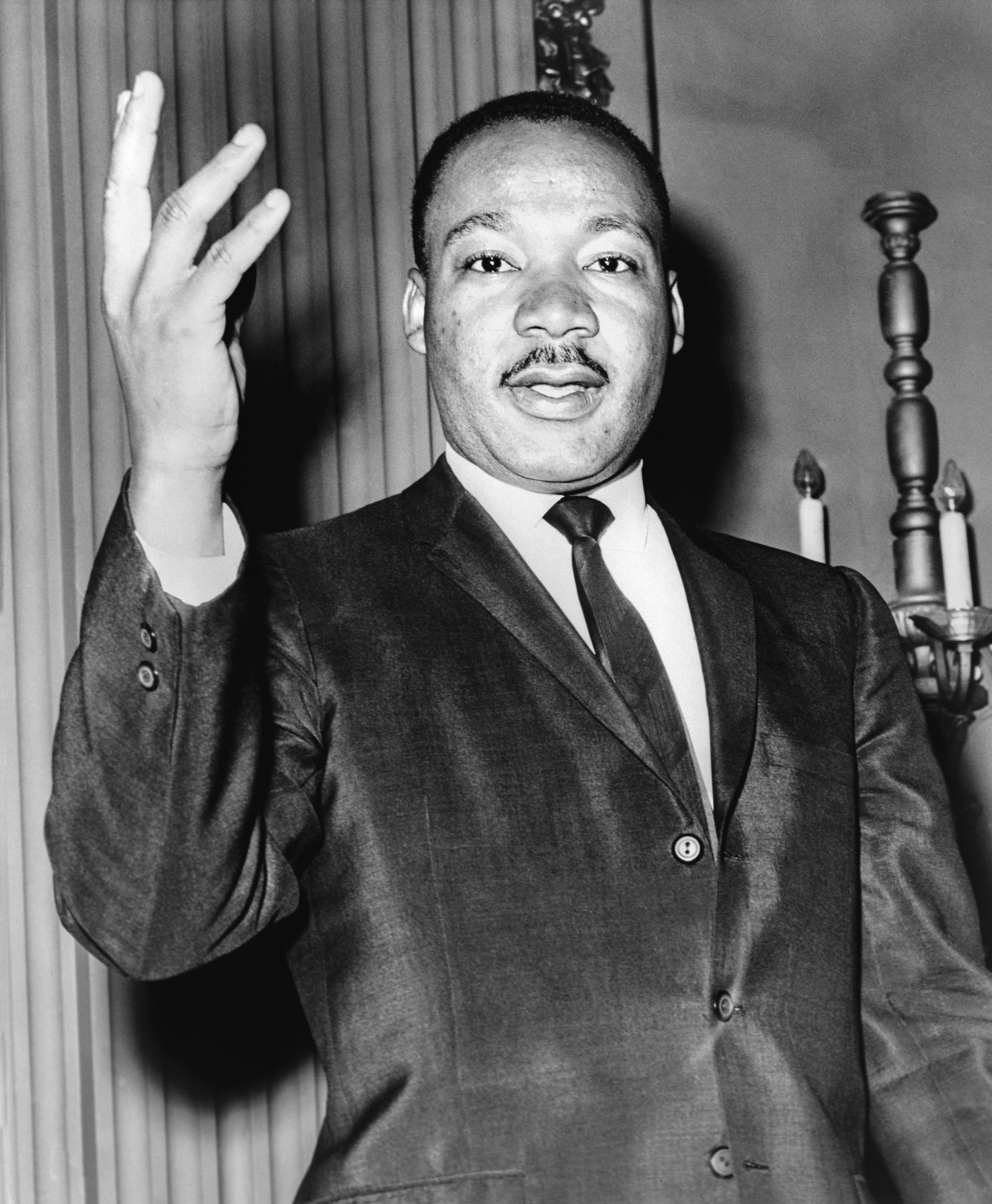
مارتن لوثر كينغ- ناشط سياسي

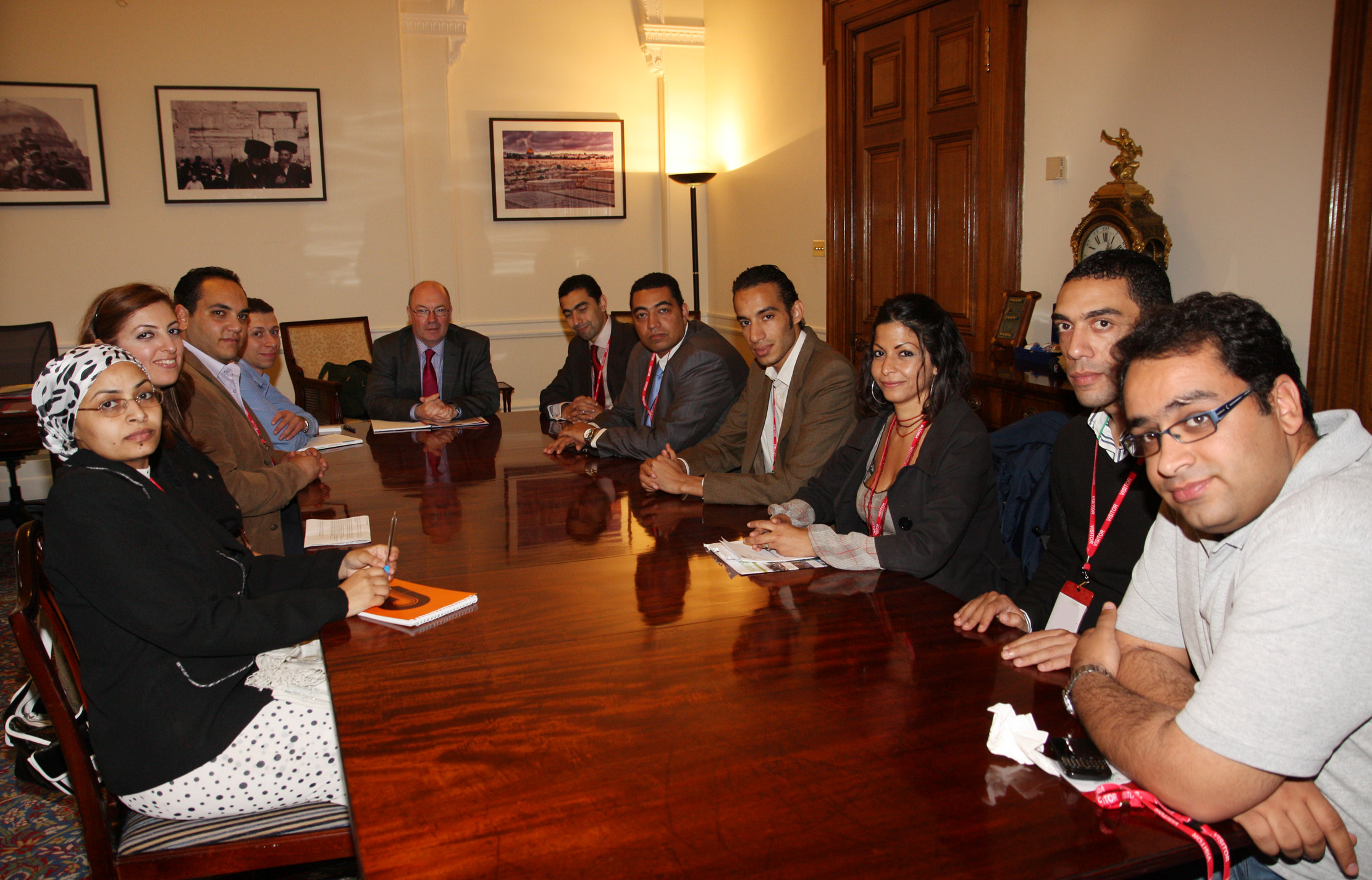
نشطاء مصريون يلتقون وزير الخارجية البريطاني في لندن

تتكون النشاطية من جهود لتشجيع أو عرقلة أو توجيه أو التدخل في الإصلاح الاجتماعي أو السياسي أو الاقتصادي أو البيئي مع الرغبة في إجراء تغييرات في المجتمع. وتتراوح أشكال النشاطية من الانتداب في المجتمع (بما في ذلك كتابة الرسائل والصحف) والتماس المسؤولين المنتخبين أو الإدارة أو المساهمة في حملة سياسية أو رعاية تفضيلية (أو المقاطعة) للأعمال التجارية والأشكال التوضيحية للنشاط مثل المسيرات ومسيرات الشوارع والإضرابات والاعتصامات والإضرابات عن الطعام.
قد يتم تنفيذ النشاط على أساس يومي بعدة طرق متنوعة، بما في ذلك من خلال خلق الفن (العمل الفني)، أو اختراق الكمبيوتر (القرصنة)، أو ببساطة في كيفية اختيار الشخص لإنفاق أموالهم (النشاط الاقتصادي). على سبيل المثال، رفض شراء الملابس أو البضائع الأخرى من إحدى الشركات احتجاجاً على استغلال العمال من قبل هذه الشركة يمكن اعتباره تعبيرًا عن النشاط. ومع ذلك، فإن النشاط الأكثر وضوحاً وتأثيراً في الغالب يأتي في شكل عمل جماعي، حيث يقوم العديد من الأفراد بتنسيق عمل احتجاجي من أجل إحداث تأثير أكبر. وأن العمل الجماعي الهادف والمنظم والمستدام على مدار فترة زمنية يُعرف باسم الحركة الاجتماعية.
وعلى المدى التاريخي، استخدم الناشطين الأدب بما في ذلك المنشورات والمسارات والكتب لنشر افكارهم أو نشر رسائلهم ومحاولة إقناع قرائهم بالعدالة في قضيتهم. وبدأ بحثٌ الآن في استكشاف كيفية استخدام الجماعات الناشطة المعاصرة لوسائل التواصل الاجتماعي لتسهيل المشاركة المدنية والعمل الجماعي الذي يجمع بين السياسة والتكنولوجيا.

## تعاريف النشاط
يسجل قاموس المصطلحات عبر الإنترنت الكلمتين الانجليزيتين «نشاط» و «ناشط» بأنهما يستخدمان في النطاق السياسي من عام1920 أو 1915 على التوالي.  يرجع تاريخ كلمة النشاط إلى المفاهيم السابقة للسلوك الجماعي والعمل الاجتماعي. وفي أواخر عام 1969، تم تعريف النشاط على أنه «سياسة أو ممارسةٍ لفعل الأشياء بمحض القرار واكتساب الطاقة» دون اعتبار دلالته السياسية، في حين تم تعريف العمل الاجتماعي على أنه «عمل منظم تقوم به مجموعة لتحسين الظروف الاجتماعية» دون اعتبار الوضع المعياري.  وبعد تصاعد ما يسمى «الحركات الاجتماعية الجديدة» في ستينات القرن الماضي في الولايات المتحدة، ظهر مفهوم جديد للنشاط كخيار عقلاني وديمقراطي مقبول للاحتجاج أو المناشدة. ومع ذلك، فإن تاريخ قيام الثورات من خلال الاحتجاج المنظم أو الموحد في التاريخ المسجل يعود إلى ثورات العبيد في القرن الأول قبل الميلاد في الإمبراطورية الرومانية، حيث تحت قيادة المحارب السابق سبارتاكوس 6000 عبيدٍ تمردوا وصُلّبوا تعذيباً من كابوا إلى روما والذي بات يعرف باسم حرب العبيد الثالثة.
في التاريخ الإنجليزي، اندلعت ثورة الفلاحين استجابةً لفرض ضريبة الجزية، وتزامنها مع حركات التمرد والثورات الأخرى في المجر وروسيا ومؤخرًا على سبيل المثال في هونج كونج. في عام 1930 وتحت قيادة المهاتما غاندي، شارك الآلاف من الهنود المحتجين في مسيرة الملح، كتظاهر ضد الضرائب القمعية لحكومتهم، مما أدى إلى سجن ستين الف شخص مما ادى في نهاية المطاف إلى استقلال أمتهم. في الدول في جميع أنحاء آسيا وإفريقيا وأمريكا الجنوبية، دفع بروز النشاط الذي نظمته الحركات الاجتماعية وخاصة تحت قيادة الناشطين المدنيين أو الثوار الاجتماعيين إلى زيادة الاعتماد على الذات على الصعيد الوطني أو في بعض أنحاء بلدان العالم النامي والشيوعية الجماعية أو التنظيم الاشتراكي والانتماء. كان للنشاط تأثير كبير على المجتمعات الغربية أيضاً، خاصة في فترة القرن الماضي من خلال الحركات الاجتماعية مثل الحركة العمالية وحركة حقوق المرأة وحركة الحقوق المدنية.

## أنواع الممارسات النشاطية
يمكن للنشطاء العمل في عدد من الأدوار، بما في ذلك القضائية والبيئية والإنترنت (التكنولوجية) والتصميم (الفن).  وعلى المدى التاريخي، ركزت معظم النشاطات على خلق تغييرات جوهرية في سياسة أو ممارسة الحكومة أو الصناعة. ويحاول بعض النشطاء إقناع الناس بتغيير سلوكهم مباشرة (انظر أيضاً العمل المباشر)، وبدلاً من إقناع الحكومات بتغيير القوانين. على سبيل المثال، تسعى الحركة التعاونية إلى بناء مؤسسات جديدة تتفق مع المبادئ التعاونية، وبشكل عام لا تضغط أو تتظاهر سياسيا. ويحاول ناشطون آخرون إقناع الناس أو سياسة الحكومة بالبقاء على حالهم في محاولة لمواجهة التغيير.
الممارسات النشاطية لا تعد دائماً نشاطً يؤديه من يدعون النشاط كمهنة. قد ينطبق مصطلح «ناشط» بنطاق واسع على أي شخص يشارك في الممارسات النشاطية، أو يقتصر ضيقاً على من يختار الممارسات النشاطية على الصعيد السياسي أو الاجتماعي بشعور داخلي أو ممارسة شخصية.

### النشاط القضائي والمدني
يشمل النشاط القضائي جهود الموظفين العموميين. وقدم آرثر شليزنجر جونيور وهو مؤرخ ومفكر عام وناقد اجتماعي أميركي مصطلح «النشاط القضائي» في مقال بمجلة فورتشن في يناير 1946 بعنوان «المحكمة العليا: 1947».  يمكن أن يكون الناشطون أيضاً بمثابة هيئات مراقبة عامة وكاشفين فساد، محاولين فهم جميع التصرفات في كل شكل من أشكال الحكومة التي تعمل باسم الشعب وتحميلها مسؤولية الرقابة والشفافية. وينطوي النشاط على مواطنة مشاركة.

### النشاط البيئي
يتكون النشاط البيئي من عدة أشكال:
- حماية الطبيعة أو البيئة الطبيعية مدفوعة بأخلاقيات الحفظ النفعية أو أخلاقيات الحفظ الموجهة نحو الطبيعة
- حماية البيئة البشرية (عن طريق منع التلوث أو حماية التراث الثقافي أو نوعية الحياة)
- الحفاظ على الموارد الطبيعية المستنفدة
- حماية وظيفة عناصر نظام الأرض الحرجة وعملياته مثل المناخ.

### النشاط الممارس عن طريق الإنترنت
أصبحت قوة النشاط الممارس عن طريق الإنترنت بمنظور عالمي حيث بدأت الاحتجاجات في الربيع العربي في أواخر عام2010. واستخدم الأشخاص الذين يعيشون في الشرق الأوسط ودول شمال إفريقيا والتي كانت تعاني من الثورات شبكات التواصل الاجتماعي لتوصيل معلومات حول الاحتجاجات، بما في ذلك مقاطع الفيديو المسجلة على الهواتف الذكية، مما وضع القضايا أمام جمهور دولي. وكانت هذه واحدة من أولى المناسبات التي استخدم فيها المواطنون تكنولوجيا الشبكات الاجتماعية للتحايل على وسائل الإعلام التي تسيطر عليها الدولة والتواصل مباشرة مع بقية العالم. هذه الأنواع من ممارسات نشاط الإنترنت تم الأخذ بها واستخدامها من قِبل الناشطين الآخرين في التعبئة الجماهيرية اللاحقة، مثل حركة 15-M في إسبانيا سنة 2011، واحتلال غيزي في تركيا في عام 2013 وغيرها.
قد يشير نشاط الإنترنت ايضاً إلى النشاط الذي يركز على حماية الإنترنت أو تغييره، والمعروف أيضًا بحقوق التكنولوجيا الرقمية. تتكون حركة الحقوق الرقمية من نشطاء ومنظمات، مثل مؤسسة الجبهة الإلكترونية، والتي تعمل على حماية حقوق الأشخاص فيما يتعلق بالتكنولوجيات الجديدة، وخاصة فيما يتعلق بالإنترنت وتقنيات المعلومات والاتصالات الأخرى.

## النشاط في الأدب
يشمل النشاط الممارس عن طريق الأدب (يجب عدم الخلط بينه وبين النشاط الأدبي) التعبير عن الإصلاحات المقصودة أو المدعوة، المحققة أو غير المنجزة، من خلال النماذج المنشورة أو المكتوبة أو التي يتم الترويج لها شفهياً أو التي يتم توصيلها.

## النشاط الاقتصادي
يشمل النشاط الاقتصادي استخدام القوة الاقتصادية للحكومة والمستهلكين والشركات لتغيير السياسة الاجتماعية والاقتصادية. تستخدم كل من الجماعات المحافظة والليبرالية النشاط الاقتصادي كشكل من أشكال الضغط للتأثير على الشركات والمؤسسات لمعارضة أو دعم قيم وسلوكيات سياسية أو دينية أو اجتماعية معينة. ويتم ذلك عادة إما من خلال رعاية تفضيلية لتعزيز السلوك «الجيد» ودعم الشركات التي يرغب الفرد في النجاح، أو من خلال المقاطعة أو من خلال سحب الاستثمارات ومعاقبة السلوك «السيئ» والضغط على الشركات من أجل التغيير أو الخروج من العمل.
يتكون نشاط المستهلك من النشاط الذي يتم نيابة عن المستهلكين لحماية المستهلك أو من قبل المستهلكين أنفسهم.  على سبيل المثال، احتج النشطاء المنتمين لدى حركة المنتجات المجانية في أواخر القرن الثامن عشر على العبودية من خلال مقاطعة البضائع التي يتم إنتاجها من قبل العمال المستعبدة.  وفي الوقت الحاضر، يعد استهلاك العناصر الغذائية النباتية والوجبات النباتية والخضرية المجانية جميعًا من أشكال نشاط المستهلك التي تقاطع أنواعاً معينة من المنتجات. وتشمل الأمثلة الأخرى لنشاط المستهلك العيش البسيط، وهو أسلوب الحياة البسيط الذي يهدف إلى تقليل المادية والاستهلاك الواضح والمقاومة الضريبية التي تعد شكلاً من أشكال العمل المباشر والعصيان المدني في معارضةٍ للحكومة التي تفرض الضريبة وإلى السياسة الحكومية أو المعارضة لفرض الضرائب بحد ذاتها.
ينطوي نشاط المساهم على استخدام المساهمين لحصة أسهم رأس المال في شركة للضغط على الإدارة الخاصة بها. وتتراوح أهداف المساهمين الناشطين بين المالية والمقصود بها (زيادة قيمة المساهم من خلال التغييرات في سياسة الشركات وهيكل التمويل وخفض التكاليف وما إلى ذلك) إلى غير المالية والتي تعني (عدم الاستثمار من بلدان معينة واعتماد سياسات صديقة للبيئة وما إلى ذلك).

### النشاط البصري
يحدد النشاط التصميمي تصميماً معيناً في مركز تعزيز التغيير الاجتماعي، أو زيادة الوعي حول القضايا الاجتماعية/السياسية وطرح المشكلات المرتبطة بالإنتاج الضخم والاستهلاك. لا يقتصر نشاط التصميم على نوع واحد من التصميم.
يستخدم نشاط الفن أو النشاط الفني وسيلة الفن البصري كوسيلة للتعليق الاجتماعي والسياسي.

## الأساليب
يستخدم الناشطون العديد من الأساليب المختلفة أو الخطط في السعي لتحقيق أهدافهم. قد يتم التخطيط للقرارات بشأن الخطط التي يجب استخدامها أو لا بتأن مسبقاً، ونتيجة للمفاوضات مع تطبيق القانون، مثل متى وأين تعقد مظاهرة، أو يتم إجراؤها في هذه اللحظة. تعتبر الخطط المختارة مهمة لأنهم قادرون على تحديد كيفية رؤية النشطاء لها وما يمكنهم القيام به. على سبيل المثال، تميل الخطط اللاعنفية عموماً إلى كسب المزيد من التعاطف العام أكثر من تلك العنيفة وتكون أكثر من الضعف فعالة في تحقيق الأهداف المعلنة.
طور تشارلز تيلي مفهوم «مجموعة أدوار النضال»، الذي يصف المجموعة الكاملة من الأساليب المتاحة للنشطاء في وقت ومكان محددين. وتتكون مجموعة الأدوار هذه من جميع الأساليب التي ثُبت بأنها ناجحة من قبل نشطاء في الماضي، مثل المقاطعة والالتماس والمسيرات والاعتصامات، ويمكن الاعتماد عليها من قبل أي مجموعة من الناشطين الجدد والحركات الاجتماعية. يمكن للناشطين أيضاً ابتكار أساليب جديدة للاحتجاج. قد تتلخص هذه  هذه الممارسات على شكل رواية تماما، مثل فكرة دوغلاس شولر في «رحلة طريق الناشط»، أو قد تحدث في استجابة إلى اضطهاد الشرطة أو مقاومة الحركة المضادة. ثم تنتشر الممارسات الجديدة لتشمل الآخرين من خلال عملية اجتماعية تُعرف باسم الانتشار، وفي حال نجاحها، فقد تصبح إضافات جديدة إلى أدوار  الناشط.
يستخدم العديد من الناشطين المعاصرين الآن أساليب جديدة من خلال الإنترنت وغيرها من تقنيات المعلومات والاتصالات (ICTs)، والتي تُعرف أيضاً باسم نشاط الإنترنت أو نشاط التكنولوجيا الرقمية.  يناقش بعض العلماء على أن العديد من هذه الأساليب الجديدة تشبه رقمياً أدوات النضال التقليدية دون الإنترنت. وقد تكون الأساليب الرقمية الأخرى جديدة وفريدة تماماً، مثل أنواع معينة من الاختراقات الإلكترونية. وهم يشكلون معًا «مجموعة أدوار النضال الجديدة عبر التكنولوجيا الرقمية» جنباً إلى جنب مع المتواجدة وغير المتصلة بالإنترنت. كما أن الاستخدام المتزايد للأدوات والمنصات الرقمية من قبل النشطاء أدى بشكل متزايد إلى إنشاء الشبكات اللا مركزية من الناشطين المنظمين ذاتيًا وبدون قيادة، أو ما يعرف باسم نشاط الحق الدستوري.
تشمل الأساليب الشائعة التي تم استخدامها لممارسة النشاط:
- البناء المجتمعي
- النشاط الفني
- جماعات الممارسة
- تبادل معلومات الصراع
- تحول الصراعات
- التعاون
- الحركة التعاونية
- الحرفية
- الحركات الشعبية
- الزراعة الغير قانونية
- حركة التحول
- الضغط
- النشاط الاعلامي
- الحاجز الثقافي
- الاختراقات الإلكترونية
- نشاط الإنترنت
- النشاط السلمي
- المقاومة السلمية
- الاعتصامات السلمية
- الوقفة السلمية
- الشراء الاخلاقي
- الالتماس
- إجراء الحملات السياسية
- البروباغاندا
- التواصل التخريبي
- المظاهرة
- المقاطعة
- التظاهر
- العمل المباشر
- الأداء المسرحي
- الاغاني المناهضة
- الاعتصامات
- الإضراب
- الإضراب عن الطعام

## المجال الصناعي للنشاط
تشارك بعض المجموعات والمؤسسات في النشاط إلى حد يمكن اعتباره صناعة. وفي هذه الحالات، غالباً ما يتم النشاط بدوام كامل، كجزء من الأعمال الأساسية للمؤسسة. العديد من المنظمات في المجال الصناعي للنشاط هي إما منظمات غير ربحية أو منظمات غير حكومية ذات أهداف وغايات محددة في الاعتبار. معظم المنظمات الناشطة لا تصنع السلع، ولكنها تعبأ الموظفين لتجنيد الأموال والحصول على تغطية إعلامية.
غالبًا ما يتم استخدام مصطلح صناعة النشاط للإشارة إلى عمليات جمع التبرعات الخارجية.  ومع ذلك، تشارك المنظمات الناشطة في أنشطة أخرى أيضاً. الضغط، أو التأثير على القرارات التي تتخذها الحكومة، هو أسلوب آخر لممارسة النشاط. قامت العديد من المجموعات، بما في ذلك مكاتب المحاماة، بتعيين موظفين معينين خصيصتً لأغراض الضغط. وفي الولايات المتحدة، يتم تنظيم جماعات الضغط من قبل الحكومة الفيدرالية.
تشجع العديد من الأنظمة الحكومية الدعم العام للمنظمات غير الربحية من خلال منح أشكال مختلفة من الإعفاءات الضريبية من أجل التبرع للمنظمات الخيرية. قد تحاول الحكومات حرمان النشطاء من هذه المزايا عن طريق تقييد النشاط السياسي للمنظمات المعفاة من الضرائب.